# Кулигашур-1
 Кулигашур-1  — деревня в Афанасьевском районе Кировской области в составе Пашинского сельского поселения.

## География
Расположена на расстоянии примерно 12 км на восток-юго-восток по прямой от райцентра поселка Афанасьево.

## История
Известна с 1891 года как починок Кулигашурский 1-й, в 1926 году дворов 16 и жителей 75, в 1950 17 и 60, в 1989 12 жителей.  Настоящее название утвердилось с 1978 года .  

## Население
Постоянное население составляло 7 человек (русские 86%) в 2002 году, 1 в 2010.